# Лобос, Франклин
Фра́нклин Эрасмо Ло́бос Рамирес (исп. Franklin Erasmo Lobos Ramírez; родился 2 июля 1957 года в Копьяпо) — чилийский футболист.

## Биография
Дебютировал в клубе «Рехиональ Атакама» в 1980 году, завершил футбольную карьеру в этом же клубе в 1995 году. Играл на позиции полузащитника. Выступал за ряд чилийских клубов, игравших в высшем дивизионе национального чемпионата, среди которых «Кобресаль», «Депортес Антофагаста», «Сантьяго Уондерерс».
В составе сборной Чили принимал участие в матчах отборочного турнира к Олимпийским играм 1984 года, однако в окончательную заявку сборной на Олимпиаду не попал.
По окончании карьеры спортсмена некоторое время работал таксистом, в 2005 году пошёл работать на шахту. В августе 2010 года он стал одним из 33 шахтёров, найденных и спасённых под завалами в шахте Сан-Хосе. Лобос работал там водителем грузовика.
Клуб «Кобресаль» собирается назвать именем Лобоса стадион.